# U-23サッカーデンマーク代表
U-23サッカーデンマーク代表（U-23サッカーデンマークだいひょう、デンマーク語: Danmarks U/23-fodboldlandshold, 英語: Denmark national under-23 football team）は、デンマークサッカー協会によって編成されるデンマークのサッカーの23歳以下のナショナルチームである。23歳以下を対象とするオリンピックに出場するためのチームである。

## オリンピックの成績
1988年大会まではサッカーデンマーク代表#オリンピックの成績を参照。
| 開催年 | 結果                               | 試       | 勝       | 分       | 負       | 得       | 失       |
| ------ | ---------------------------------- | -------- | -------- | -------- | -------- | -------- | -------- |
| 1992   | グループステージ敗退               | 3        | 0        | 2        | 1        | 1        | 4        |
| 1996   | 予選敗退                           | 予選敗退 | 予選敗退 | 予選敗退 | 予選敗退 | 予選敗退 | 予選敗退 |
| 2000   | 予選敗退                           | 予選敗退 | 予選敗退 | 予選敗退 | 予選敗退 | 予選敗退 | 予選敗退 |
| 2004   | 予選敗退                           | 予選敗退 | 予選敗退 | 予選敗退 | 予選敗退 | 予選敗退 | 予選敗退 |
| 2008   | 予選敗退                           | 予選敗退 | 予選敗退 | 予選敗退 | 予選敗退 | 予選敗退 | 予選敗退 |
| 2012   | 予選敗退                           | 予選敗退 | 予選敗退 | 予選敗退 | 予選敗退 | 予選敗退 | 予選敗退 |
| 2016   | ベスト8                            | 4        | 1        | 1        | 2        | 1        | 6        |
| 2021   | 予選敗退                           | 予選敗退 | 予選敗退 | 予選敗退 | 予選敗退 | 予選敗退 | 予選敗退 |
| 通算   | 最高成績 : ベスト8 8大会中/2回出場 | 7        | 1        | 3        | 3        | 2        | 10       |

## 歴代監督
- ヴィッゴ・イェンセン（英語版） 1992
- ニールス・フレデリクセン（英語版） 2016